# Как молоды мы были
«Как мо́лоды мы были» — песня, написанная в 1975 году совместно композитором Александрой Пахмутовой и поэтом Николаем Добронравовым специально для художественного фильма студии «Казахфильм» «Моя любовь на третьем курсе» по пьесе Михаила Шатрова «Лошадь Пржевальского». Песня вскоре стала визитной карточкой певца и композитора Александра Градского. В его исполнении композиция стала лауреатом фестиваля «Песня-77».
Кроме Александра Градского, «Как молоды мы были» также исполняли ансамбль «Оризонт», Людмила Гурченко, Эдита Пьеха, Тамара Гвердцители, Иосиф Кобзон, Дмитрий Хворостовский, Николай Караченцов, Альберт Асадуллин, Иво Бобул, Иван Ожогин, Хор Турецкого, «Ария», «Красные Звёзды». В рамках телепроекта «Голос» композицию исполняли Денис Федоренко (2012, Украина), Николай Тимохин (2013, Россия), Кайрат Примбердиев (2016, Россия) и Алишер Каримов (2021, Россия).

## История создания
Название «Как молоды мы были», возможно, является отсылкой к болгарскому фильму Бинки Желязковой 1961 года «Как молоды мы были» (под таким названием картина шла в советском прокате). Изначально песня была написана для женского вокала, её должна была исполнять Елена Камбурова. Однако во время съёмок фильма «Романс о влюблённых» на «Мосфильме» к Градскому подошёл знакомый звукорежиссёр Виктор Бабушкин и попросил записать песню для кинофильма «Моя любовь на третьем курсе» режиссера Юрия Борецкого. Тогда Градский и познакомился с Александрой Пахмутовой, которой Александр Борисович при первой встрече не понравился. К удивлению композитора, Градский попросил либретто и предложил изменить песню, спев третий куплет на октаву выше, и Пахмутова изменила аранжировку композиции специально под голос исполнителя. В результате песня звучит в фильме дважды: на вступительных титрах ее поет Камбурова, в финале — Градский.
Как вспоминал Александр Градский, в эфире центрального канала в 1976 году песня прозвучала 5 раз.